# Kristi förklarings katedral, Odessa
Kristi förklarings katedral (ukrainska: Спасо-Преображенський кафедральний собор) är en ukrainsk-ortodox katedral belägen i staden Odessa i södra Ukraina. 
Katedralen är helgad åt Kristi förklaring.
Katedralen skadades allvarligt av ett ryskt robotanfall den 23 juli 2023, som skedde som en del av Rysslands invasion av Ukraina.

## Historia
Transfigurationskatedralen är den främsta kyrkan i Odessa, och den grundlades 1794 av Gavril Bănulescu-Bodoni. Dock tog byggandet lång tid, och låg under perioder nere och det var först när den nytillträdde guvernören för Nya Ryssland, Armand Emmanuel du Plessis de Richelieu anställde den italienske arkitekten Francesco Frappoli som bygget på allvar togs upp och kunde färigställas.
Vid dess invigning 1808 så utnämndes den till den främsta kyrkan inom Nya Ryssland, och den byggdes till under hela 1800-talet. Klocktornet byggdes mellan åren 1825-1837, senare tillfördes även ett refektorium. Insidan kläddes med polykrom marmor, och hela ikonostasen utfördes av detta material.
Flera kyrkor i regionen, såsom Födelsekatedralen i Chișinău, byggdes med Transfigurationskatedralen som inspiration. Katedralen tjänade även som begravningsplats för biskoparna av Taurid, samt Sankt Innocentius av Cherson och guvernören över Nya Ryssland Furst Mikhail Semyonovich Vorontsov.
Katedralen revs av Sovjeterna 1936, men efter Ukrainas självständighet 1991 påbörjades en återuppbyggnad 1999. Den nya katedralen konsekrerades 2003. Då återbegravdes även Furst Vorontsov och hans hustru i katedralen.

## Klocktornet
Katedralens klocktorn har en digital styrning som gör att de kan spela 99 olika melodier.

## Skador under kriget 2023
Den 23 juli 2023 skadades katedralen av ett ryskt robotangrepp. UNESCO fördömde de attacker som utförs av Ryssland på Världsarv i Ukraina, inkluderades Transfigurationskatedralen.

## Galleri

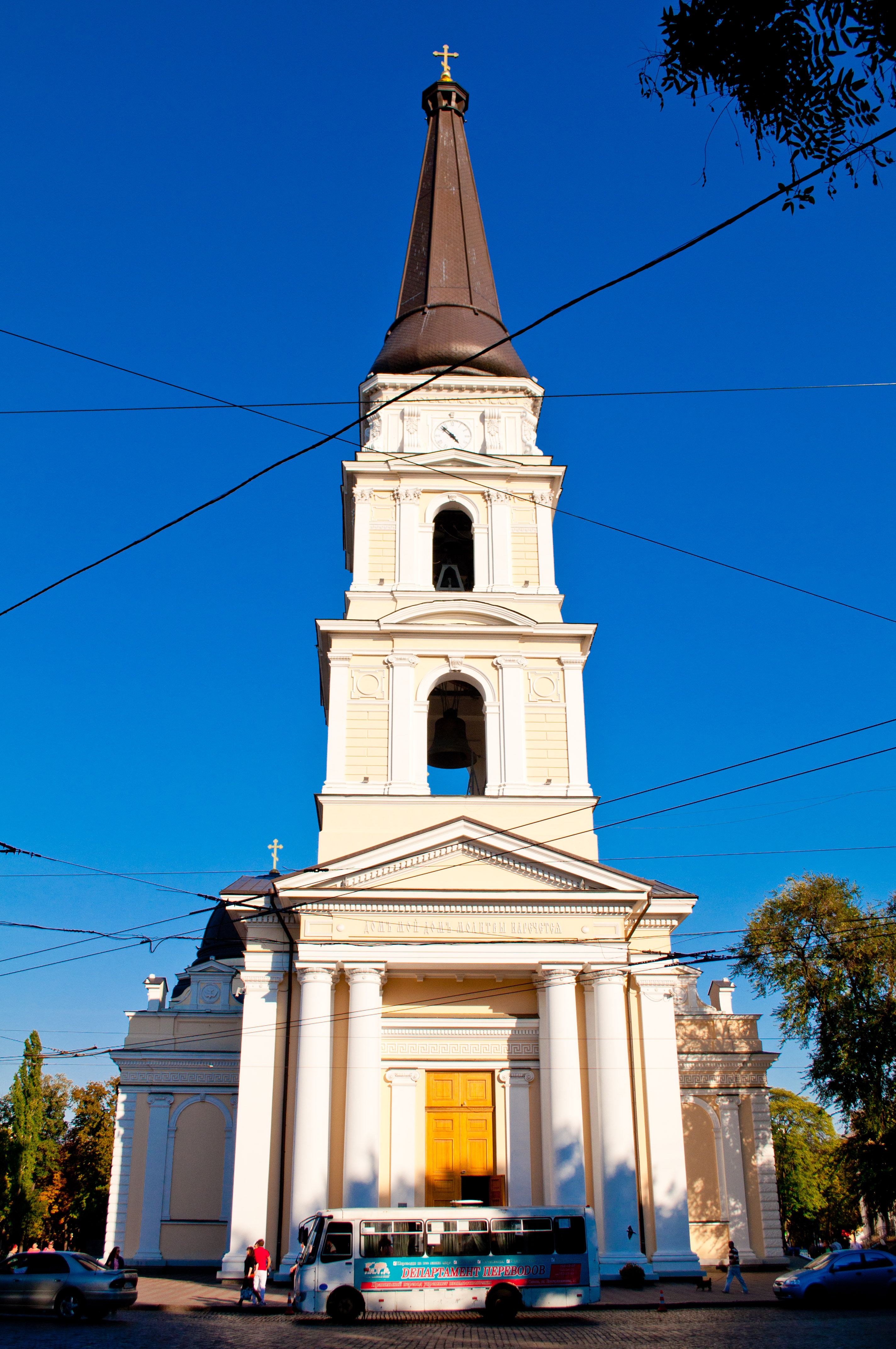
Klocktornet och huvudentrén.
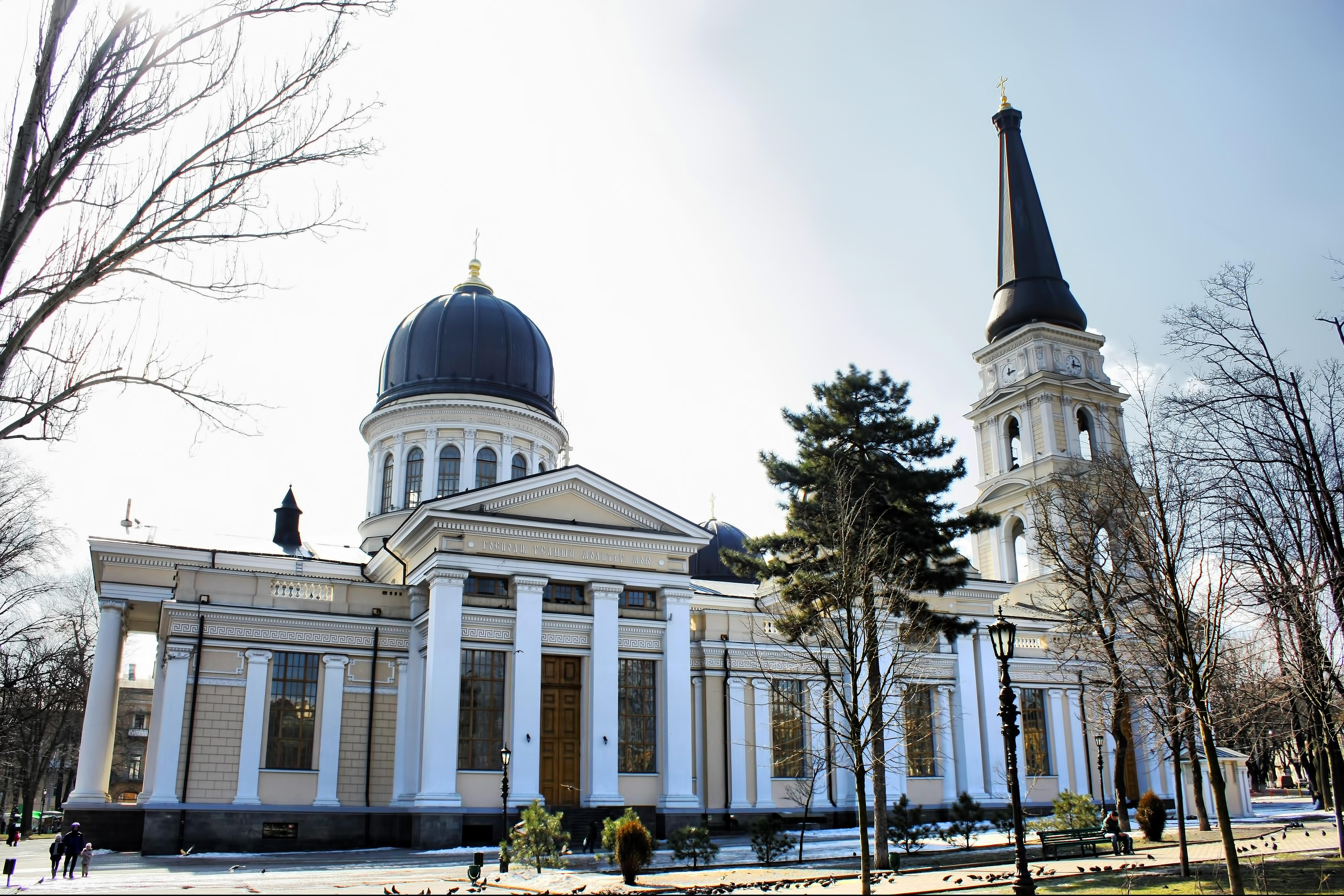
Kyrkans hela fasad.
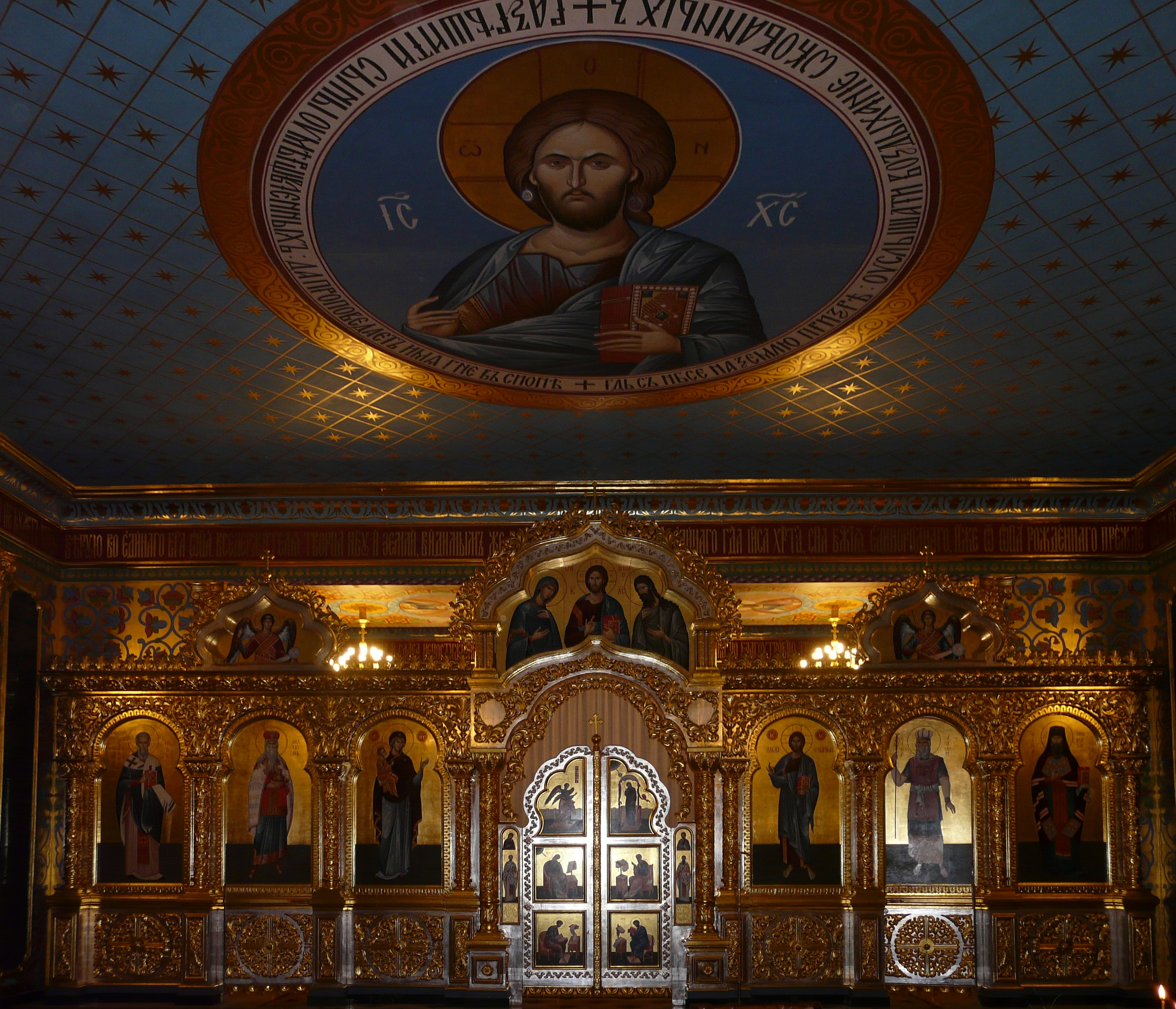
Katedralens interiör mot ikonostasen i ett sidokapell.
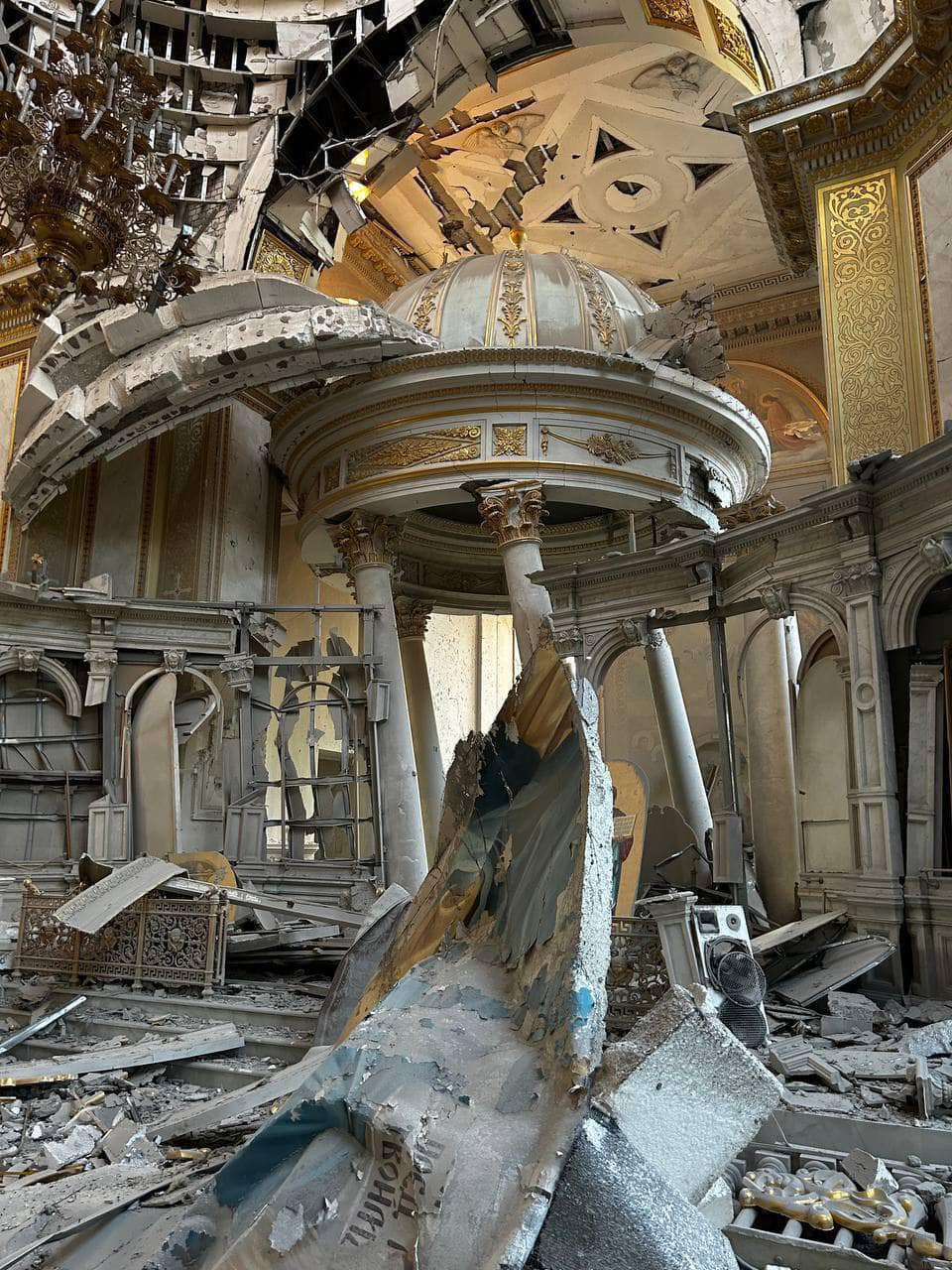
Del av interiören efter det ryska robotangreppet.
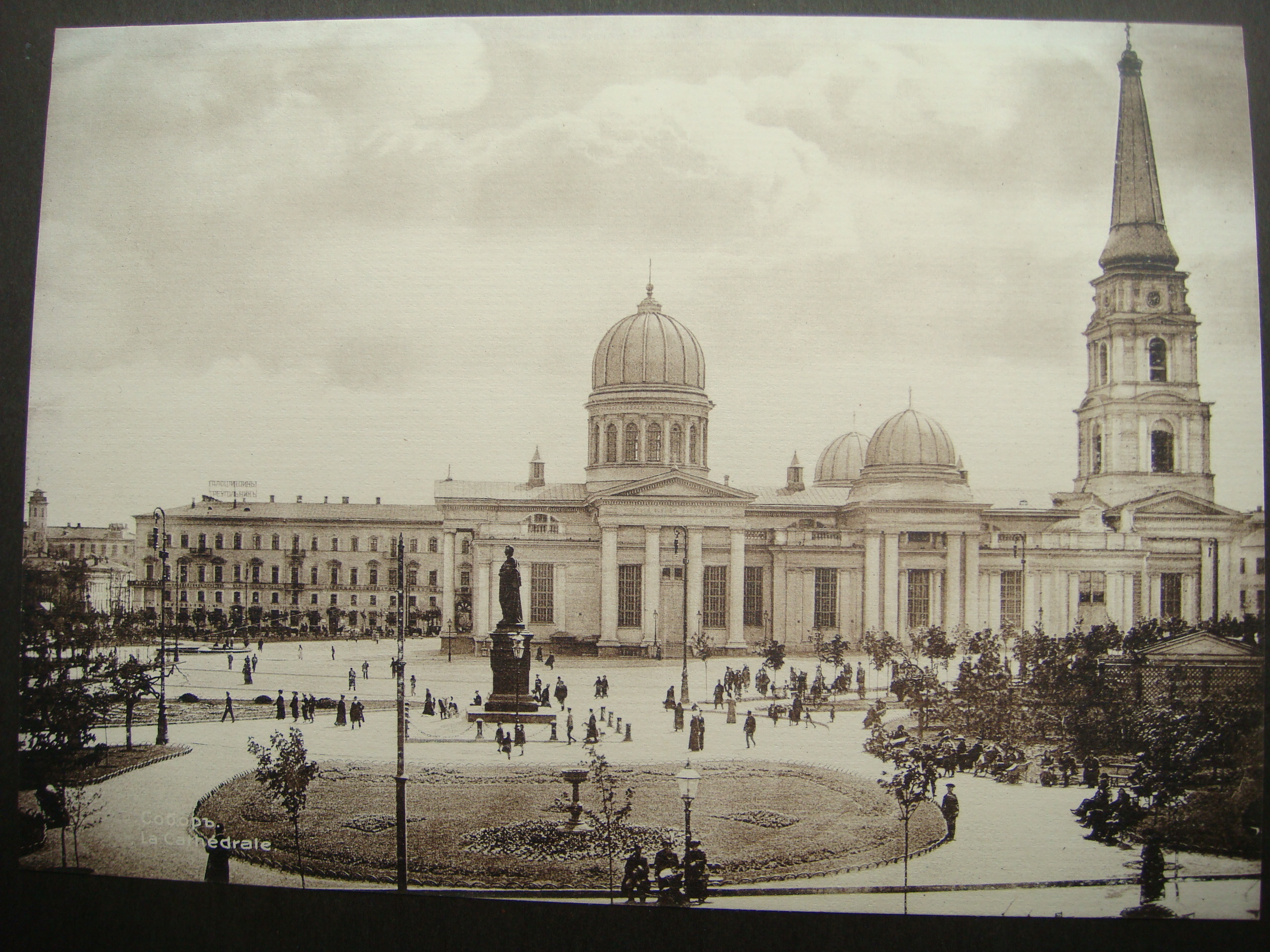
Torget framför katedralen vid sekelskiftet 1900.